# Hinche
 (février 2014).
Si vous disposez d'ouvrages ou d'articles de référence ou si vous connaissez des sites web de qualité traitant du thème abordé ici, merci de compléter l'article en donnant les références utiles à sa vérifiabilité et en les liant à la section « Notes et références ».
Hinche (Ench en créole haïtien; Hincha en espagnol) est une commune d'Haïti située à environ 30 km de la frontière de la République dominicaine, chef-lieu du département du Centre et de l'arrondissement de Hinche.

## Démographie
La commune est peuplée de 120 867 habitants(recensement par estimation de 2015).

## Administration
La commune est composée des sections suivantes :
- Juanaria
- Marmont
- Aguahedionde (rive droite ; dont le quartier « Los Palis »)
- Aguahedionde (rive gauche)

## Histoire
Fondée en 1503 par les espagnols sous le mandat de Nicolas Ovando, elle est située au fond d’une magnifique vallée et bordée de collines verdoyantes. Ville espagnole, elle passa à l’administration française en 1794 grâce aux capacités militaires de Toussaint Louverture et fut alors élevée au rang de commune. « C’est à Hinche que furent arrêtés, le 20 novembre 1790, Vincent Ogé et 23 autres de ses compagnons d’armes après l’insuccès de leur glorieuse levée de boucliers. », mais revint à l'Espagne en 1809. Lors de l'indépendance en 1844, Hinche fit partie de la République Dominicaine, mais un an plus tard, une colonne de la garde nationale haïtienne de Marmelade l’enleva aux Dominicains.
Près d’un siècle plus tard, une campagne tendant à faire de la ville un arrondissement débuta : « Dans la séance du 12 novembre 1888 de l’Assemblée Constituante, le constituant Saint-Fleur Pierre, de Vallière, proposa de faire de Hinche un arrondissement relevant du département de l’Artibonite. En même temps, le Gouvernement provisoire du Nord consacra une disposition analogue et créa définitivement l’arrondissement militaire de Hinche,avec Hinche pour chef-lieu et Maïssade pour commune. » Pillée plusieurs fois par les « cacous », elle décline et, au moment de l’intervention américaine, elle est la dixième ville d’Haïti.
Hinche est le siège d’un évêché érigé le 20 avril 1972 ; quelques anciens Évêques sont : Jean-Baptiste Décoste (1925-1980), Léonard Pétion Laroche 1918-2006, Louis Kébreau, S.D.B. (transféré au Cap-Haïtien le 1er mars 2008), Simon Pierre Saint-Hilien (1951-2015), et Jean Desinor depuis 2016.
La République dominicaine a continué à revendiquer la région et la ville de Hinche jusqu’aux accords de 1929, officialisés par le traité de 1936.

## Tourisme et attractions

### Bassin Zim
Les grottes et la chute d’eau sont situées sur la rivière Guayamouc à environ huit kilomètres de Hinche. D’une hauteur de quelque 20 mètres, cette dernière se déverse dans un profond bassin formant une piscine naturelle : le bassin Zim. L’intérieur des grottes est orné de fresques pariétales dont certaines remonteraient aux premiers habitants de l’île. Partout où il y a de l’eau, on trouve la biodiversité floristique et faunistique.
Selon la mythologie locale, les grottes et la chute d’eau sont considérées comme un endroit gardé par des esprits. Leurs eaux procureraient aux âmes pures la guérison ou la sortie de la pauvreté.

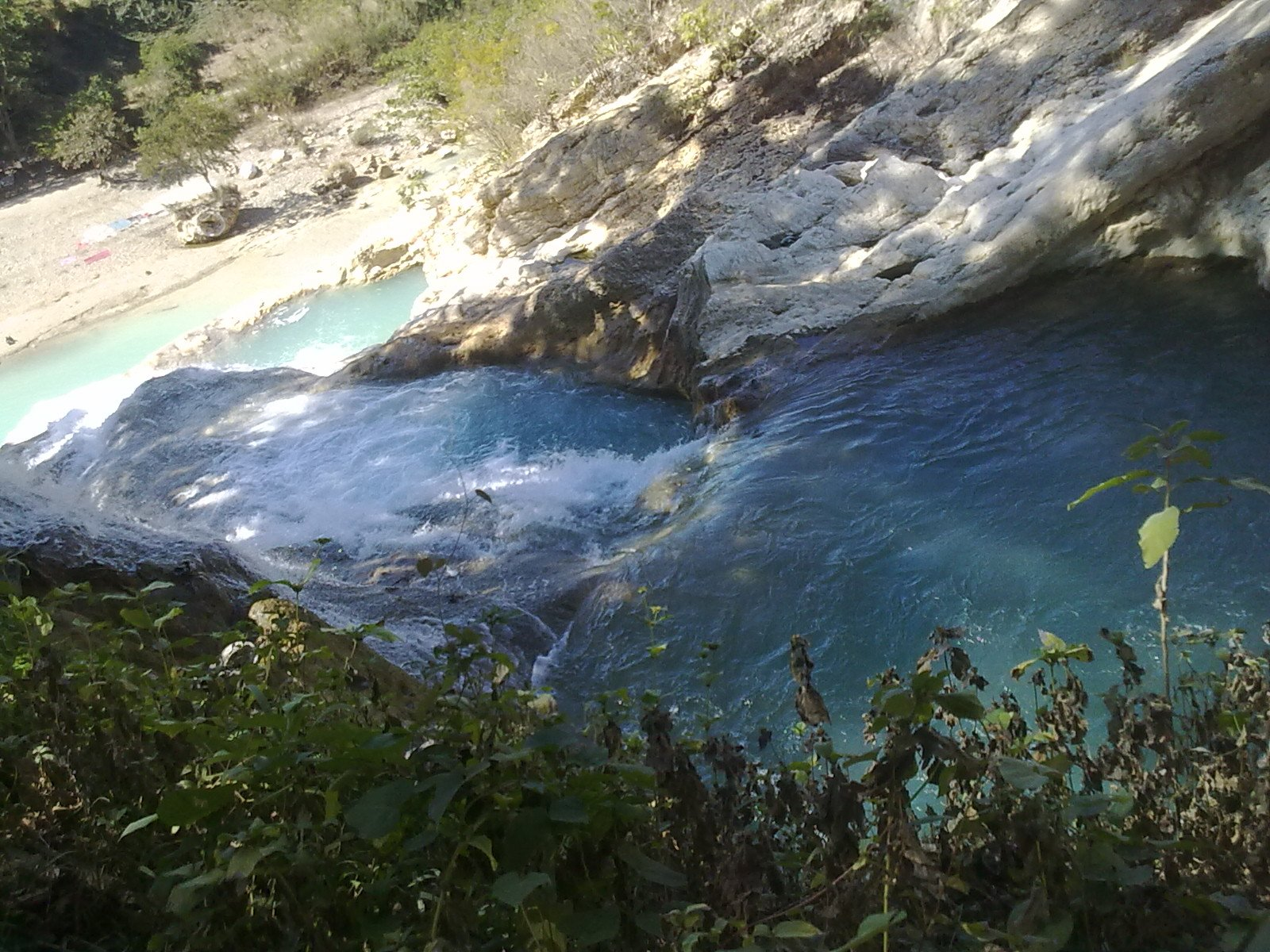
Bassins supérieurs du Bassin Zim au nord de Hinche sur la rivière Guayamouc.

## Personnalités liées à la commune
- François Marie Laroche, ingénieur architecte, originaire de la vallée de Jacmel, neveu de l'évêque Mgr Léonard Pétion Laroche (1982 - 1998) a construit à Hinche la cathédrale de l'Immaculée-Conception. La cathédrale fut inaugurée en 1997. Cet édifice est certainement le plus imposant de la ville[10].
- Oreste Zamor (1861-1915), Président d'Haïti du 8 février au 27 octobre 1914
- Charlemagne Péralte (1886-1919), né à Hinche, leader nationaliste qui s'est opposé à l'occupation américaine de 1915 à 1934.
- James Noël, né à Hinche (Haïti) en 1978 est un poète, romancier, écrivain, chroniqueur. Il est auteur d’une quinzaine de livres, dont Cheval de feu.
- Neptune Daniel, pasteur baptiste, écrivain et fondateur de la 1re église baptiste de Hinche.
- Jean-Baptiste Chavannes, fondateur du mouvement Paysan de Papaye, la plus grande et la plus ancienne organisation paysanne haïtienne. MPP est membre de la Via campesina (l'organisation Paysanne Mondiale), MPP est fondé depuis 1973.
- Jules François Jean-Gilles, Général dans l'Armée d'Haïti contribua à la construction de la Citadelle avec Henri Christophe.
- Jean-Gilles Azénoff, prêtre qui fut nommé sénateur par le Président Florvil Hyppolite.
- Yves Thomas W.Jean-Gilles, porte-parole de l'OJDVH grâce à lui Hinche bénéficie du courant via le barrage de Péligre.[réf. nécessaire]
- Claire Brisson, institutrice pendant plus de 40 ans.
- Joseph Azénoff Jean-Gilles (28 février 1911-16 octobre 2006) Homme de Loi finit sa carrière à la Cour de Cassation de la République.
- Jean Mary Kyss , PDG de l'Hermitage hôtel, président de la chambre de Commerce et d'Industrie et membre de l'Initiative Citoyenne de Hinche (ICH).
- Jules Jean, ex-commissaire de police, et ex-président de la cour d'appel de Hinche (1975 à 2005).

## Géographie

### Les hôpitaux du Département du Centre
- Centres Hospitaliers du département
  1. Hôpital de la Nativité♦ Directeur : ♦ No. de lits :
    - Belladère Tél.: ≅

  2. Hôpital Sainte Thérèse♦ Directeur : Dr Sonson Pierre ♦ No. de lits :
    - Rue des Lattes, Hinche Tél.: ≅

  3. Hôpital Universitaire de Mirebalais♦ Directeur : ♦ No. de lits : ≥300 ≅

### Distance des autres villes et communes
| - Cap-Haitien : 87 km. - Cayes : 324 km. - Fort-Liberté : 130 km. | - Gonaives : 96 km. - Mirebalais : 56,8 km - Port-au-Prince : 137 km. |

## Médias de la ville
- Radio Télé Seven Stars
- Super Continentale
- Radio Rossignol
- Radio vwa peyizan
- Radio Immaculée
- radio Quotidien
- MEN FM
- Black MF
- Radio Leleonligne FM
- Radio communautaire de pandiassou

## Patronne de la ville
- Immaculée Conception fêtée le 8 décembre (Voir: Les Paroisses d’Haiti)

## Publications sur Hinche
- Acacia, Michel. Révolte, subversion et développement chez Jacques Roumain : actes du colloque international « Penser avec Jacques Roumain aujourd’hui » (Port-au-Prince : 28, 29, 30 novembre 2007 / Cap-Haïtien, Cayes, Gonaïves, Port-de-Paix, Hinche, Fort-Liberté, Saint-Marc, Verrettes, Marchand-Dessalines : du 1er au 10 décembre 2007). [Port-au-Prince] : Éditions de l’Université d’État d’Haïti, 2009
- Gaillard, Roger. Hinche mise en croix. [Port-au-Prince : s.n.], 1982.
- Haiti. Direction générale des travaux publics. Contrat du chemin de fer des Gonaïves à Hinche, avec embranchement sur Gros-Morne. Sanctionné par le Corps législatif le 10 août 1905. Port-au-Prince, Imprimerie nationale d’Haiti, 1905.
- Haiti. Direction générale des travaux publics. Ville de Hinche. Port-au-Prince : Direction Générale des Travaux Publics, 1928.
- Institut haïtien de statistique et d’informatique. Section de cartographie. Département Centre, Arrondissement Hinche, Commune Hinche, Hinche, échelle 1/2 000. [Port-au-Prince] : Institut haïtien de statistique et d’informatique, [1982]
- Louis, Coeurlida. Factors associated with late presentation for HIV care among patients in Hinche, on Haiti’s Central Plateau. [New Haven, Conn. : s.n.], 2005. Note: Thèse doctorale. Yale university